# Municipio de East Bradford
El municipio de East Bradford (en inglés: East Bradford Township) es un municipio ubicado en el condado de Chester en el estado estadounidense de Pensilvania. En el año 2000 tenía una población de 9.405 habitantes y una densidad poblacional de 241,5 personas por km².

## Geografía
El municipio de East Bradford se encuentra ubicado en las coordenadas 39°56′48″N 75°38′24″O / 39.94667, -75.64000.

## Demografía
Según la Oficina del Censo en 2000 los ingresos medios por hogar en la localidad eran de $100 732 y los ingresos medios por familia eran de $109 459. Los hombres tenían unos ingresos medios de $82 811 frente a los $38 220 para las mujeres. La renta per cápita de la localidad era de $41 158. Alrededor del 2,0% de la población estaba por debajo del umbral de pobreza.

## Educación
El Distrito Escolar del Área de West Chester gestiona escuelas públicas.